# Vic Flick
Pour les articles homonymes, voir Flick.
Victor Harold « Vic » Flick, né le 14 mai 1937 et mort le 14 novembre 2024, est un guitariste britannique, principalement connu pour avoir joué le thème du générique des films James Bond dans les longs métrages originaux, des années 1960 à la fin des années 1980.
Il fait un tabac à Londres au sein du groupe Bob Cort Skiffle et est recruté en 1958 pour faire partie du groupe The John Barry Seven (en) qui aura du succès avec Zapata, une composition de Flick. Entre-temps, il côtoie Jimmy Page, Big Jim Sullivan et Eric Clapton comme guitariste studio. Il est entendu sur des albums d'artistes variés, tels les Herman's Hermits, Cliff Richard, Petula Clark, Dusty Springfield, Shirley Bassey ou encore Tom Jones et même Paul McCartney sur son album Thrillington. En 1964, il joue la partition de guitare à douze cordes sur la chanson de Peter and Gordon, A World Without Love (en) signée Lennon/McCartney mais écrite par ce dernier, qui atteint la première place des palmarès britannique et américain.
Comme il l'explique à Rick Harrison, de l'émission américaine Pawn Stars, les rois des enchères lorsqu'il lui vend sa Fender Stratocaster de 1961, c'est avec cette guitare au sein du George Martin Orchestra, qu'il participe, en 1964, à la bande sonore du film A Hard Day's Night des Beatles et, surtout, joue la guitare solo sur l'instrumental This Boy (Ringo's Theme).
Vic Flick meurt le 14 novembre 2024, souffrant de la maladie d'Alzheimer.